# Landesverband der Gehörlosen Sachsen
Der Landesverband der Gehörlosen Sachsen  e.V.ist eine gemeinnützige und mildtätigen Zwecken dienende Vereinigung. Er vertritt die Interessen der Gehörlosen im Freistaat Sachsen, ist parteipolitisch und religiös neutral. 

## Zweck und Ziele
Zweck ist die Entwicklung Gehörloser unabhängig und demokratisch im Sinne des Grundgesetzes zu fördern.
Das erklärte Grundziel ist nach wie vor die Gleichstellung der Gehörlosen in allen Bereichen des gesellschaftlichen Lebens. Dazu werden für Vorstände und engagierte Mitglieder der Gehörlosenvereine regelmäßig Schulungen und Anleitungen durchgeführt und über aktuelle sozialpolitische und vereinsrechtliche Fragen informiert. Um dies stets zu realisieren, wird eine enge Zusammenarbeit mit den Vereinen praktiziert.
Weiterhin ist der Landesverband als Interessenvertreter aller Gehörlosen in Sachsen Ansprechpartner gegenüber der Landesregierung, dem Sozialministerium, Behörden und anderen Einrichtungen. 
Die Aufgaben sind insbesondere:
- Unterstützung der Gehörlosen mit Rat und Tat sowie Wahrung der sozialen, beruflichen und kulturellen Interessen aller Gehörlosen Sachsens, auch unter Berücksichtigung der Umsetzung von Gender Mainstreaming
- Vertretung und Schutz der Interessen und Ansprüche der Gehörlosen gegenüber Behörden, Ämtern und der Öffentlichkeit sowie der Landesregierung
- Förderung der Rehabilitation für Gehörlose und mehrfachbehinderte Gehörlose sowie Durchsetzung des Anspruchs auf Rehabilitationstechnik als Hilfsmittel
- Einflussnahme auf die Weiterbildung Gehörloser
- Unterhalt der Landesdolmetscherzentrale mit hauptamtlichen Mitarbeitern und Durchsetzung der Anerkennung des Gebärdensprachdolmetschers als Beruf
- Nationaler und internationaler Erfahrungsaustausch
- Verbindung zu Gehörlosenschulen
- Verbindung zu Lehrer- und Elternorganisationen gehörloser Kinder
- Verbindung zu Gesellschaften zur Förderung Hörgeschädigter
- Bekämpfung und Abwehr aller die Gehörlosen diskriminierenden und schädigenden Erscheinungen

## Geschichte
- 1900: Sächsischer Taubstummen-Bund

Der überörtliche Zusammenschluss erfolgte Pfingsten 1900 in Plauen/Vogtland. Die Ziele des in Leipzig ansässigen Sächsischen Taubstummen-Bundes waren unter anderem die Sorge um das leibliche, geistige und geistliche Wohl der Taubstummen.
- 1905: Fürsorgeverein

Die zweite sächsische Organisation wurde durch Lehrer der Sächsischen Taubstummenanstalten Dresden und Leipzig gegründet. Der Fürsorgeverein gab vor allem geistige und leibliche Unterstützung für hilfsbedürftige Taubstumme. Großes Augenmerk galt auch der Ausbildung.
- 1957: Bezirksorganisationen Dresden, Leipzig und Karl-Marx-Stadt

Nach dem Zweiten Weltkrieg wurde die Verbandsstruktur neu aufgebaut. Aber erst 1957 nahmen die Bezirksorganisationen Dresden, Leipzig und Karl-Marx-Stadt (heutiges Chemnitz) ihre Arbeit auf.
- 1990: Landesverband der Gehörlosen Sachsen e.V.

Nach der Wende stand erneut die Frage einer Um- bzw. Neuprofilierung Sachsens. Gehörlose gründeten nach längerer Vorbereitung am 9. Juni 1990 den Landesverband der Gehörlosen Sachsen e.V. in Karl-Marx-Stadt. Martin Domke war langjähriger 1. Vorsitzender und ist auch heute noch als Ehrenvorsitzender für den Landesverband tätig. Insgesamt fühlt sich der Landesverband der Tradition, den Zielen und Idealen des Sächsischen Taubstummen-Bundes verpflichtet und hat in seinem Wirken stets diesen Maßstab vor Augen.
- 2011: 111. Jahresfeier

Nachdem im Jahr 1900 der Sächsische Taubstummen-Bund gegründet wurde und bis dato nach dessen Traditionen die Interessen der Gehörlosen vertreten werden, feiert der heutige Landesverband der Gehörlosen Sachsen e.V. das 111. Jubiläum.

## Meilensteine
Als eine der ersten Aufgaben sah der Landesverband die Erhaltung und Profilierung der bestehenden Beratungsstellen sowie der Gebärdensprachdolmetscher. Mit engagierter Unterstützung durch das Sozialministerium konnte schließlich 1991 die Landesdolmetscherzentrale gegründet werden, die bis heute ihren Sitz in Zwickau hat. Ebenso wurde in dieser Zeit der Grundstein für ein weit reichendes Netz von Beratungsstellen für Gehörlose in Sachsen aufgebaut.
Der Landesverband kämpft im Namen aller Gehörlosen der neuen Bundesländer für deutlich mehr Untertitelung bzw. die Einblendung von Dolmetschern während verschiedenster Fernsehsendungen. Somit soll die unerträgliche Situation für Gehörlose, die tagtäglich von einer vollwertigen Informationsaufnahme ausgegrenzt sind, gemildert werden. Im Gespräch gemeinsam mit anderen Interessensvertretern sicherte der Intendant des MDR, Reiter, Folgendes zu: „Der weitere Ausbau der Barrierefreiheit unserer Angebote ist uns ein besonderes Anliegen und wir sind uns unserer diesbezüglichen gesellschaftlichen Verantwortung bewusst.“ Derzeit werden die Sendungen „Sport im Osten“, „Brisant“, „MDR aktuell“, „Tatort“ und „Polizeiruf 110“ untertitelt ausgestrahlt. Somit soll erreicht werden, dass 20 Prozent des MDR-Programms für Gehörlose und Hörgeschädigte zugänglich sind.
Seit dem 1. Januar 1996 erhalten alle Gehörlosen mit einem Behinderungsgrad von 100 monatlich 103 Euro, um ihre behindertenspezifischen Nachteile finanziell ausgleichen zu können. Über viele Jahre hat sich der ehemalige Vorsitzende des Landesverbandes, Martin Domke, für das so genannte Gehörlosengeld eingesetzt und war stolz, dass für alle Gehörlosen in Sachsen – unabhängig von der Mitgliedschaft in einem Verein – ein Gesetz beschlossen wurde.
Der Verband führt seit mehreren Jahren verschiedenste Gespräche mit dem Staatsministerium des Inneren. Daraus entstand u. a. im Jahr 2007 das Polizeifaltblatt über den Umgang mit Gehörlosen in Form einer Dienstanweisung für alle sächsischen Polizisten. Weiterhin werden von der Landesdolmetscherzentrale Fortbildungen für Polizisten durchgeführt. Zudem ist es möglich Notfallnachrichten per Fax an die Polizei zu versenden, jedoch wird an einer einheitlichen 110-Notruffaxnummer noch gearbeitet. Ebenfalls ist es für Gehörlose möglich per Handy eine Notruf-SMS zu versenden.
Da Gehörlose am gesellschaftlichen sowie kulturellen Leben nur eingeschränkt teilnehmen können, engagiert sich der Landesverband für Barrierefreiheit in diesem Bereich. Es werden mehrere Führungen mit Gebärdensprachdolmetscher organisiert.
Im Zuge des Wahljahres 2009 setzte sich der Verband für barrierefreie Wahlveranstaltungen ein. Durch Gespräche u. a. mit sächsischen Landespolitikern wie dem Ministerpräsidenten Tillich (CDU), dem Staatsminister Mackenroth (CDU), der Staatsministerin Stange (SPD) und dem Landesvorsitzenden Zastrow (FDP) wurde der Einsatz von Gebärdensprachdolmetschern zumindest bei größeren Wahlveranstaltungen durchgesetzt, ebenso wie genaue Informationen zu speziellen Themen für Gehörlose.

## Mitgliedschaften
Der Verband ist Mitglied in folgenden Organisationen:
- Deutscher Gehörlosen-Bund e.V.
- Förderverein der Gehörlosen der neuen Bundesländer e.V.
- Landesarbeitsgemeinschaft Selbsthilfe für Behinderte Sachsen e.V.
- Paritätischer Wohlfahrtsverband Landesverband Sachsen e.V.